# 내일은 커튼콜
《내일은 커튼콜》(星河璀璨的我们)은 2022년 방송되었던 중국의 드라마이다.

## 소개
- 뮤지컬 배우 지망생인 청밍과 인기 아이돌 유즈치가 만나 펼치는 알콩달콩 성장 로맨스

## 등장인물
- 가예 (嘉羿) - 유즈치 역
- 위소 (魏笑) - 청밍 역
- 위천호 (Vincent) - 웨이펑 역
- 예추운 (倪秋云) - 에이미 역
- 포신희 (屈诗韵) - 취스원 역
- 왕우승 (汪雨升) - 딩동동 역
- 조계모 (赵启玥) - 팡아리 역
- 소탁림 (苏泽林) - 장이양 역
- 류정이 (刘静怡) - 요우요우 역

## 참고 사항
- 중국 현지에서 종영한지 3개월만에 AsiaN에서 VOD 저작권을 구입했다 국내 방송일자는 내년 1월 2일이다